# Raketenstufe

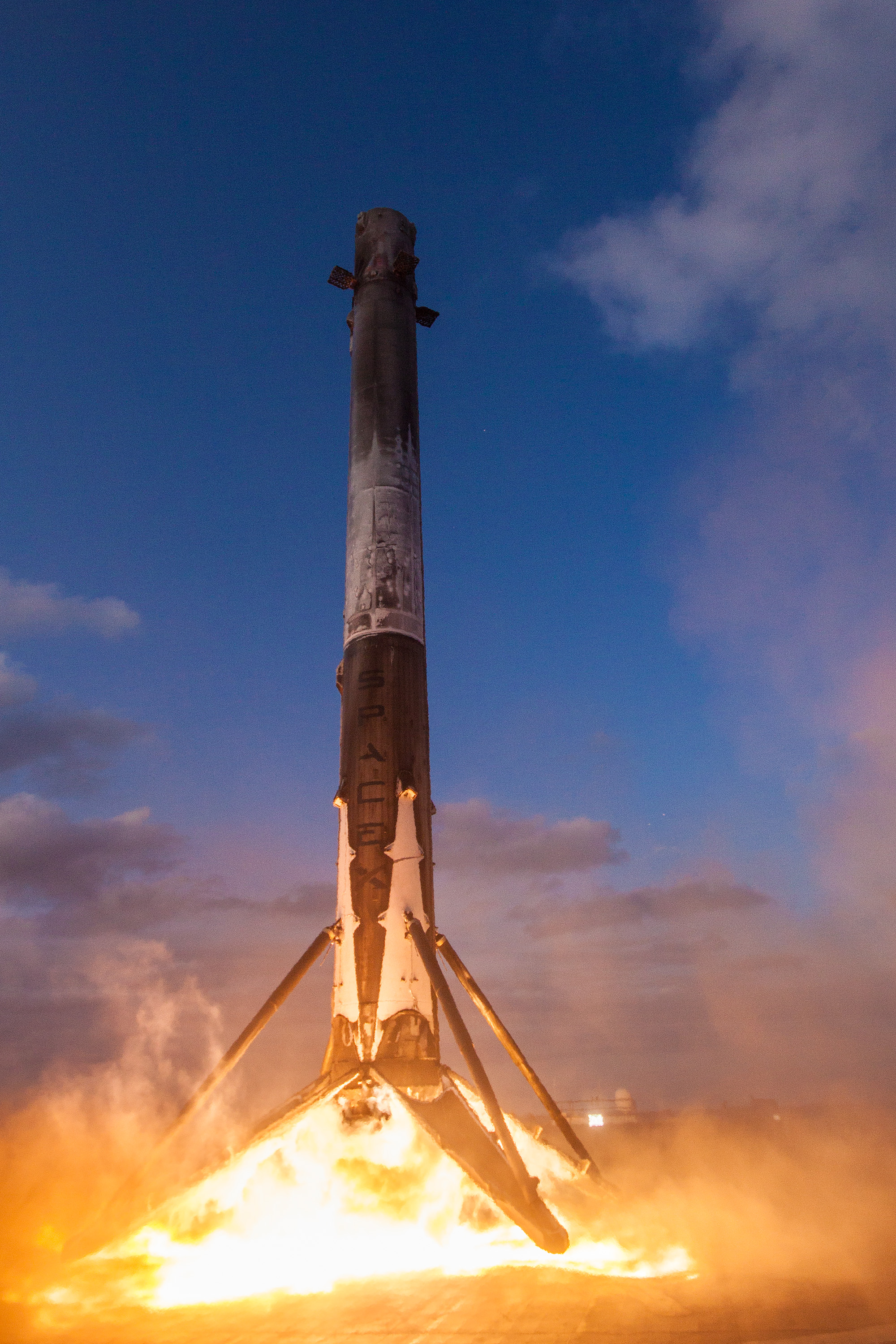
Landende erste Stufe einer Falcon 9

Eine Raketenstufe ist Bestandteil einer Mehrstufenrakete. Sie treibt für eine bestimmte Zeit die gesamte Rakete an und wird, zur Verringerung der Gesamtmasse, nach dem Ausbrennen abgetrennt. Jede Stufe ist im Grunde eine Rakete mit Treibstoffvorrat und Raketentriebwerk. 

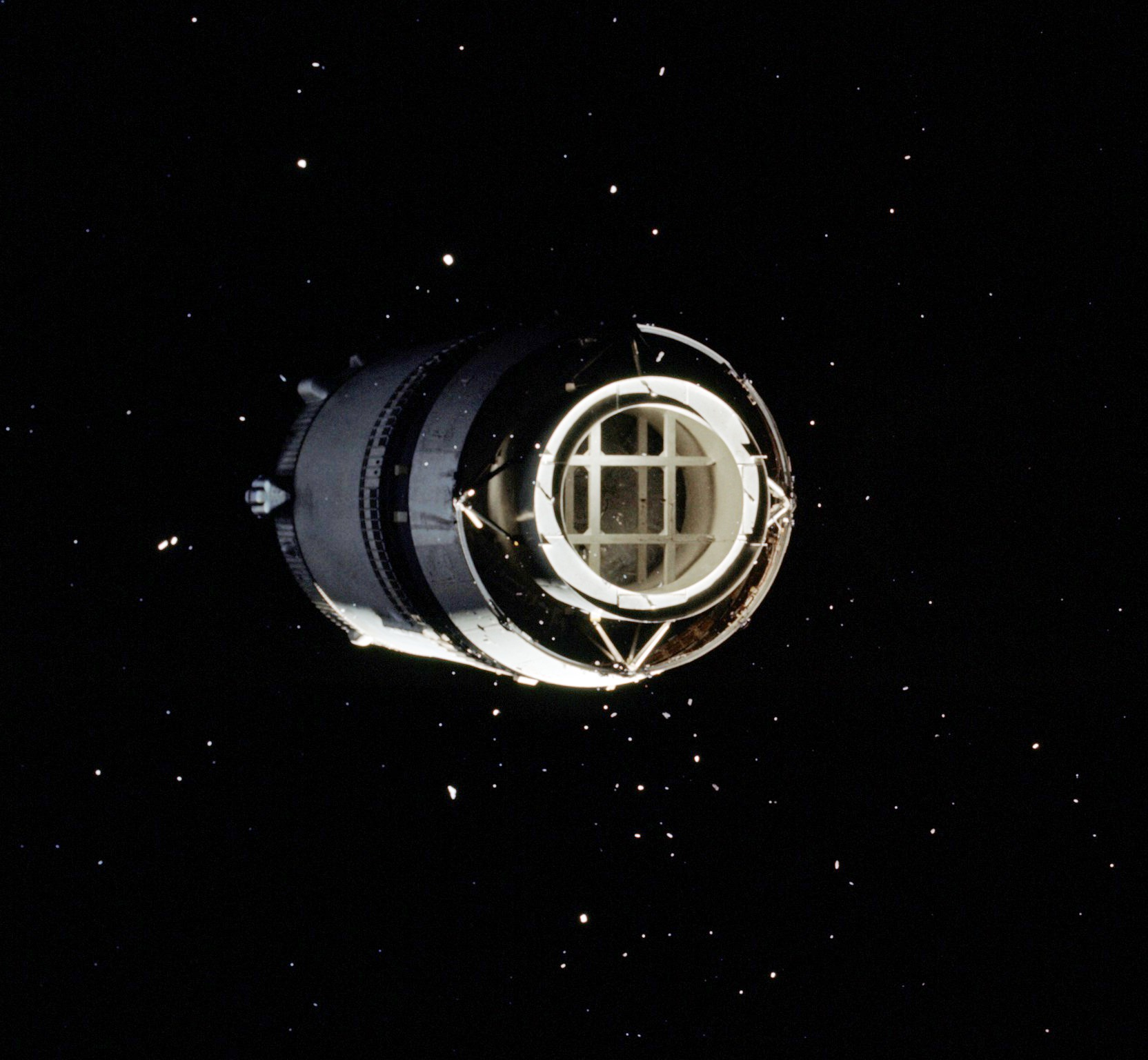
Abgetrennte dritte Stufe einer Saturn V

## Aufgabe
Raketen, die in eine Erdumlaufbahn eintreten sollen, müssen dazu zumindest die erste kosmische Geschwindigkeit erreichen. Die Raketengrundgleichung beschreibt die Abhängigkeit der Maximalgeschwindigkeit einer Rakete von der Ausströmgeschwindigkeit der Triebwerksgase und dem Verhältnis von Startmasse zu Leermasse plus Nutzlast. Da die Ausströmgeschwindigkeit der Triebwerksgase durch die verwendeten Treibstoffe begrenzt und die Nutzlast vorgegeben ist, bleibt nur die Möglichkeit, die Leermasse entsprechend gering zu halten. Deshalb werden Raketenstufen, die nicht mehr genügend Treibstoff haben, im Flug abgetrennt.

## Anwendung

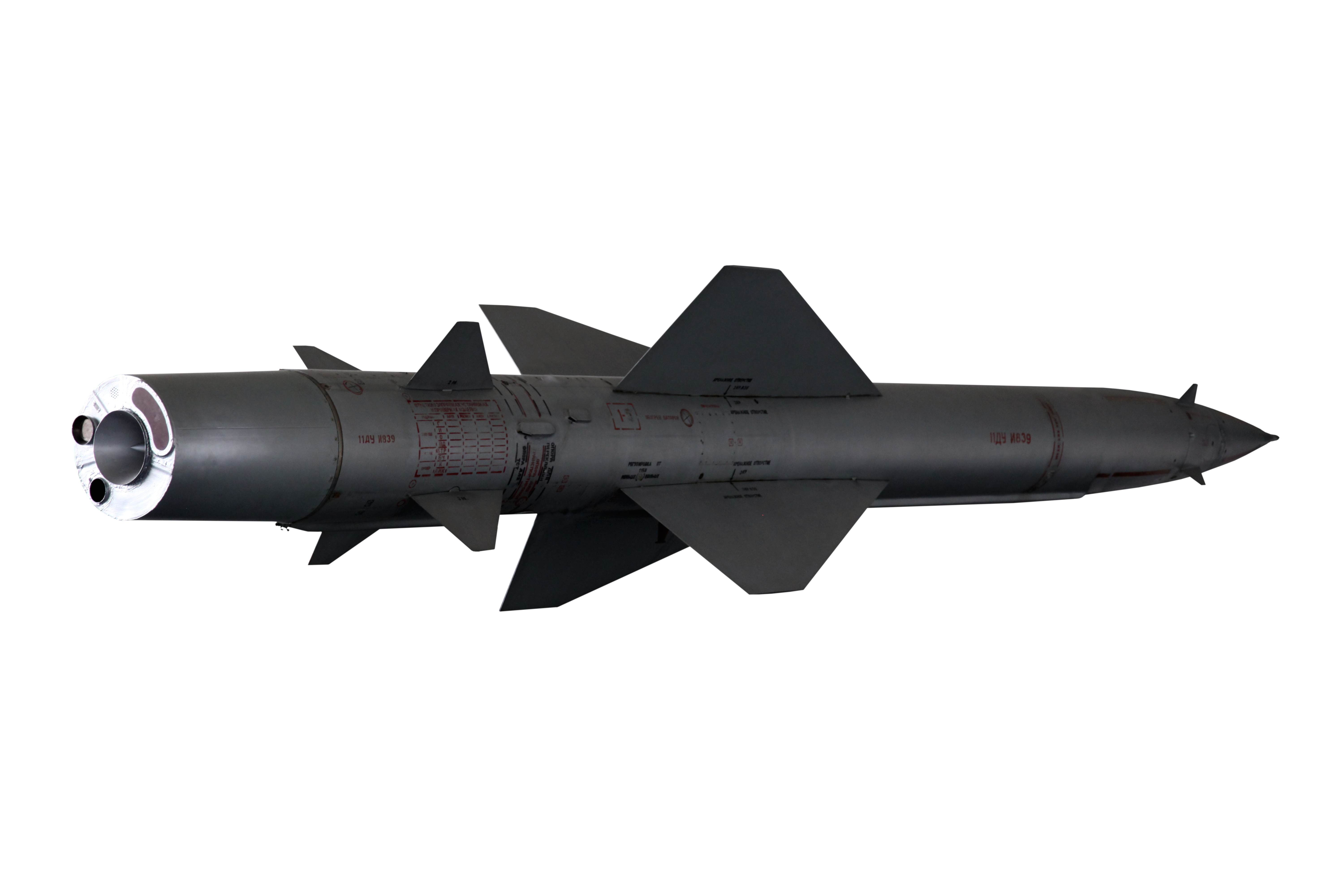
Zweitstufe einer S-75

Raketenstufen können aufeinandergestapelt oder als Booster außen an der Rakete angebracht sein. Sie werden bei Trägerraketen für die Raumfahrt, bei Interkontinentalraketen und in einigen Fällen bei Höhenforschungsraketen verwendet.
Der abwerfbare Haupttank des Space Shuttle war keine Raketenstufe, da er keinen eigenen Antrieb hatte.
Kleine, direkt an der Nutzlast angebrachte Zusatzstufen werden auch Kickstufe (englisch kick stage) genannt. Beispiele sind die Fregat-Stufe der Sojus-Rakete, die Curie der Electron und die vielseitig eingesetzte Star 48. Diese Stufen übernehmen nach der ersten Startphase die Aufgabe eines Apogäumsmotors, indem sie die Umlaufbahn der Nutzlast langsam und fein dosierbar bis auf die Zielhöhe anheben.